# Nedvězí (Olomouc)
Nedvězí (Duits: Olmütz-Nedweiß) is een wijk en kadastrale gemeente in de Tsjechische stad Olomouc met meer dan 400 inwoners. Tot 1975 was Nedvězí een zelfstandige gemeente.

## Aanliggende kadastrale gemeenten
| Aanliggende kadastrale gemeenten1 | Aanliggende kadastrale gemeenten1 | Aanliggende kadastrale gemeenten1 | Aanliggende kadastrale gemeenten1 | Aanliggende kadastrale gemeenten1 |
| --------------------------------- | --------------------------------- | --------------------------------- | --------------------------------- | --------------------------------- |
| Hněvotín                          |                                   |                                   |                                   | Slavonín                          |
|                                   |                                   |                                   |                                   |                                   |
|                                   | Nemilany                          |                                   |                                   |                                   |
|                                   |                                   |                                   |                                   |                                   |
| Bystročice                        |                                   |                                   |                                   | Kožušany-Tážaly                   |

1Cursief geschreven namen zijn andere kadastrale gemeenten binnen Olomouc.
Bělidla ·
Černovír ·
Droždín ·
Chomoutov ·
Chválkovice ·
Hejčín ·
Hodolany ·
Holice ·
Klášterní Hradisko ·
Lazce ·
Lošov ·
Nedvězí ·
Nemilany ·
Neředín ·
Nová Ulice ·
Nové Sady ·
Nový Svět ·
Olomouc-město ·
Pavlovičky ·
Povel ·
Radíkov ·
Řepčín ·
Slavonín ·
Svatý Kopeček ·
Topolany ·
Týneček